# Енисейское
Енисе́йское — село в Бийском районе Алтайского края России. Административный и единственный населённый пункт Енисейского сельсовета.

## География
Находится в юго-восточной части края, в пригородной зоне города Бийска, на юго-западном склоне Бийско-Чумышской возвышенности, у реки Бия.
Климат
умеренный континентальный. Самый холодный месяц: январь (до −54 °C), самый тёплый: июль (до +39 °C). Годовое количество осадков составляет 450—500 мм.
уличная сеть
- ул. Братьев Щербаковых
- ул. В.Максимовой
- пер. Веселый
- пер. Восточный
- пер. Зелёный
- пер. Колхозный
- пер. Коммунарский
- ул. Короткая
- пер. Короткий
- ул. Крайняя
- ул. Крайняя
- ул. Лесная
- пер. Луговой
- ул. Мира
- ул. Мисюкова
- ул. Молодёжная
- ул. П.Бокк
- ул. Петра Бокк
- пер. Пионерский
- пер. Подгорный
- пер. Почтовый
- пер. Речной
- ул. Рязанова
- пер. Социалистический
- ул. Целинная
- ул. Чапаева
- ул. Чапаева
- пер. Шоссейный
- ул. Юбилейная
- ул. Юбилейная
- пер. Юбилейный
- пер. Юбилейный

## История
Основано в 1777 году.
Посёлок возглавляет муниципальное образование согласно муниципальной и административно-территориальной реформе 2007 года.

## Население
| 1997  | 1998  | 1999  | 2000  | 2001  | 2002  | 2003  | 2004  | 2005  |
| ----- | ----- | ----- | ----- | ----- | ----- | ----- | ----- | ----- |
| 1557  | ↗1575 | ↗1606 | ↗1610 | ↘1567 | ↗1578 | ↗1585 | ↗1643 | ↘1598 |
| 2006  | 2007  | 2008  | 2009  | 2010  | 2011  | 2012  | 2013  | 2014  |
| ↘1594 | ↘1581 | ↗1592 | ↗1632 | ↘1547 | ↘1543 | ↘1515 | ↘1484 | ↘1432 |
| 2015  | 2016  | 2017  | 2018  | 2019  | 2020  | 2021  |       |       |
| ↗1443 | ↗1457 | ↘1450 | ↘1418 | ↘1398 | ↘1340 | ↘1297 |       |       |

национальный состав
Согласно результатам переписи 2002 года, в национальной структуре населения русские составляли 92 % от 1591 жителей.

## Инфраструктура
Функционируют: МБОУ Енисейская средняя общеобразовательная школа, "Енисейский детский сад «Колобок», фельдшерско-акушерский пункт, сельский клуб.

## Транспорт
Посёлок доступен по автодороге «подъезд к с. Енисейскому» (идентификационный номер 01 ОП МЗ 01Н-0415) протяженностью 4 км.